# Margit Ljunggren
Margit Anna Emilia Ljunggren, född 14 april 1913 i Bromma församling i Stockholm, död 8 april 2004 i S:t Görans församling, Stockholm, var en svensk keramiker och lärare på Konstfackskolan.
Hon var dotter till keramikern Göran Ragnar Valdemar Ljunggren och Anna Maria Bergkvist. Hon studerade vid Högre konstindustriella skolan med avgångsbetyg som keramiker 1936, därefter genomförde hon studieresor till bland annat Nederländerna, Italien, Belgien, Schweiz samt de Nordiska länderna. Hon tilldelades ett resestipendium ur Johan Anderssons fond 1939. Hon medverkade bland annat i samlingsutställningen med Föreningen Svenska Konstnärinnor på Årstaklubben 1947, Stockholms läns och stads hemslöjdsförening 1939, i utställningen Nordiskt konsthantverk som visades på Liljevalchs konsthall 1946, Sala konstförening 1951 samt vandringsutställningen Art du Nord som visades i München och Florens 1954. Hon anställdes som keramiklärare vid Konstfackskolan där hon tilldelades ett stipendium ur Adelsköldska fonden för lärare vid konstfackskolan. Ljunggren som härstammar från en gammal krukmakarsläkt arbetade huvudsakligen med keramik och utförde förutom konsthantverksföremål ett antal skulpturer och porträtt bland annat av biskop Sam Perman. För Stockholms stad skapade hon sju urnor med reliefer och för Sankt Eskils kyrka i Österhaninge utförde hon en dopfunt.